# Neoborops
Neoborops is een geslacht van wantsen uit de familie van de Miridae (Blindwantsen). Het geslacht werd voor het eerst wetenschappelijk beschreven door Uhler in 1895.

## Soorten
Het genus is monotypisch en bevat alleen de volgende soort:

- Neoborops vigilax Uhler, 1895